# مبنى بي إم دبليو
مبنى بي إم دبليو المركزي (بالألمانية: BMW Werk Leipzig) هو أحد أعمال المعمارية زها حديد، وقد اكتمل بنائه في 2005. ويقع في لايبزيغ.
يعتبر المجمع هو المركز الحيوي لإنتاج سيارات بي إم دبليو الفئة الثالثة.

## عن المبنى
من بين 25 معماري تسابقوا على تصميم للمبنى، فازت المعمارية زها حديد.
بدأت المرحلة الأولى من المشروع في نوفمبر 2001 وبدأت المرحلة الثانية في نوفمبر 2002. وبدأت عمليات البناء في مارس 2003. تكلف بناء المبنى 60 مليون دولار في حين أن التكلفة الكلية لإنجاز المجمع بلغت 1.55 مليار دولار، وهو قادر على استيعاب خمس آلاف وخمسمائة عامل كما يحوي 4100 مساحة لركن السيارات.
حصل المبنى في سنة 2006 على جائزة RIBA الأوروبية والتي يطلقها المعهد الملكي للمعماريين البريطانيين.